# DAF LF
DAF LF (Light Forte) — среднетоннажный грузовой автомобиль, выпускаемый нидерландской компанией DAF Trucks с 2001 года. Получил премию «Грузовик 2002 года».

## История семейства

### 2001
В 2001 году на смену DAF 45/55 пришло семейство среднетоннажников DAF LF, которые изготавливались для различных задач. В него входили DAF LF 45 (массой от 6 до 12 тонн) и LF 55 (массой от 13 до 18 тонн) с разными вариантами колёсной базы, полезной нагрузки и вариантами двигателей. Кроме того для LF доступны короткая или длинная кабина. На DAF LF45 устанавливают двигатели PACCAR объёмом 3,92 л мощностью 135—167 л. с., объёмом 5,88 л, мощностью 185—220 л. с., на DAF LF55 устанавливают двигатели PACCAR объёмом 3,92 л мощностью 167 л. с., объёмом 5,88 л мощностью 185—250 л. с.

### 2006
В 2006 году модель обновили путём добавления шасси полной массой от 6,2 до 19 тонн. Существуют также трёхосные модели.
Автомобили оснащаются дизельными двигателями внутреннего сгорания PACCAR FR/GR (Евро-3/Евро-4), оснащёнными системой впрыска Common Rail высокого давления с применением технологии SCR (Selective Catalytic Reduction). Для снижения концентрации оксидов азота впрыскивается добавка AdBlue, состоящая из дистиллированной воды и мочевины. Трансмиссия — 6-ступенчатая.
В 2013 году семейство LF обновили аналогично сериям CF и XF. Автомобили получили новый внешний вид и двигатели стандарта Евро-6.

### Двигатели
| Модель двигателя PACCAR | кВт | л. с. | Модель               |
| ----------------------- | --- | ----- | -------------------- |
| FR103                   | 103 | 140   | DAF LF 45            |
| FR118                   | 118 | 160   | DAF LF 45            |
| FR136                   | 136 | 180   | DAF LF 45; DAF LF 55 |
| GR165                   | 165 | 220   | DAF LF 45; DAF LF 55 |
| GR184                   | 184 | 250   | DAF LF 55            |
| GR210                   | 210 | 280   | DAF LF 55            |